# 110 Lydia
110 Lydia este un asteroid din centura principală, descoperit pe 19 aprilie 1870, de Alphonse Borrelly.